# Île au Cerf (Seychelles)
Pour l’article homonyme, voir Île au Cerf.
L'île au Cerf est une île de l'archipel des Seychelles.

## Géographie

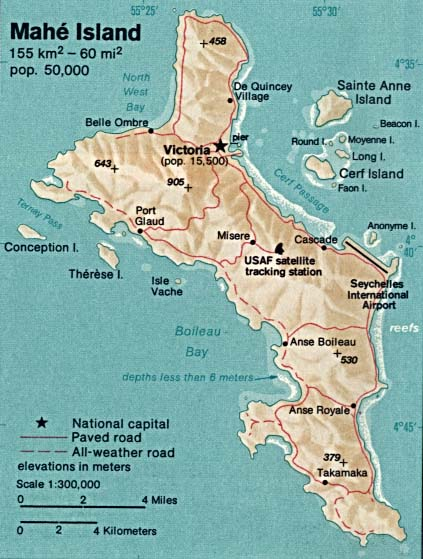
Carte de Mahé avec l'île au Cerf au nord-est.

Elle est située à deux kilomètres au nord-est de Mahé. Elle fait partie du district du mont Fleuri.
Elle est incluse dans le parc national marin de Sainte Anne avec les sept îles situées à proximité, l'île Moyenne, l'Île Longue (en), l'île Ronde, l'Île Cachée (en) (ou île au Faon), l'Île Sèche (en), Harrison Rock et l'île Sainte Anne.
L'île au Cerf fait partie des quarante îles Intérieures des Seychelles de structure granitique qui sont situées dans un rayon de 56 kilomètres de l'île principale de Mahé. Ces îles présentent un relief marqué constitué d'une bande côtière étroite entourant une partie centrale montagneuse.

## Histoire
Elle est nommée d'après la frégate de la Marine royale française Le Cerf, arrivée sur Mahé, à l'emplacement actuel de Port-Royal, le 1er novembre 1756. À bord se trouve Corneille Nicholas Morphey (en), chef de l'expédition française qui prend possession de l'archipel au nom de Louis XV en déposant une pierre de possession sur Mahé. 
Durant le tsunami de 2004, certaines propriétés de l'île subissent des dégâts mineurs.